# هایدی هایتکمپ
هایدی هایتکمپ (به انگلیسی: Heidi Heitkamp) (زادهٔ ۳۰ اکتبر ۱۹۵۵) سناتور ایالت داکوتای شمالی در سنای ایالات متحده آمریکا است که برای نخستین‌بار در ۳ ژانویه ۲۰۱۳ به‌عضویت این مجلس درآمد. وی در زمرهٔ سناتورهای گروه اول است که تنها دو سال در سنا حضور دارند و در انتخابات بعدی نیز مجدداً می‌توانند شرکت کنند و تا تاریخ ۳ ژانویه ۲۰۱۹ در این مجلس خواهد بود.